# Barsnesfjorden
Barsnesfjorden er den inderste del af fjordarmen Sogndalsfjorden på nordsiden af Sognefjorden. Den ligger i Sogndal kommune i Vestland fylke  i Norge, og har sit navn efter den lille bebyggelse Barsnes som ligger på østsiden af fjorden. Fjorden er 5 kilometer lang.